# Desa Cipeujeuh Kulon
Desa Cipeujeuh Kulon är en administrativ by i Indonesien.   Den ligger i provinsen Jawa Barat, i den västra delen av landet, 210 km öster om huvudstaden Jakarta.